# Giubo
Een giubo (ook wel: flex disc en bij Britse automerken Rotoflex coupling) is een flexibele verbinding die wordt gebruikt om een verbinding te maken in een aandrijflijn, met name bij motorvoertuigen, maar soms ook bij machines 
De naam is samengesteld uit het Italiaanse woord "giunto" (gewricht of verbinding) en "Boschi", de naam van de uitvinder, de Italiaanse ingenieur Antonio Boschi (1896-1988). Boschi richtte zijn eigen bedrijf GIUBO SPA op, waar uitsluitend Giubo's werden geproduceerd. 
Het is een schijf van synthetisch rubber die enige vervorming verdraagt, waardoor de aandrijving onder een kleine hoek mogelijk wordt. Daarom kan ze - mits de hoek beperkt blijft - een kruiskoppeling vervangen, maar de hoofdtaak is het werken als transmissiedemper. Ze kan in alle richtingen vervormen, zelfs in de lengterichting enige millimeters uitrekken. De schijf heeft een even aantal gaten, waar aan weerszijden een as aan is gemonteerd. De gaten worden daarbij om en om door een van de assen gebruikt. Om grote krachten over te kunnen brengen wordt het synthetish rubber vaak versterkt met vezels. 
Waarschijnlijk werd de giubo in 1950 voor het eerst toegepast op de Alfa Romeo 1900, maar ze werd ook gebruikt door Saab in de Saab 93, de Hillman, Triumph, Lotus, de eerste versies van de Land Rover Discovery en nog steeds op veel modellen van Porsche en Mercedes-Benz, vaak in combinatie met een tussenlager. Kleine versies kunnen ook worden toegepast in de stuurinrichting.